# Budapesti Sport Club
Maillots
Le Budapesti Sport Club, plus couramment abrégé en Budapesti SC, est un ancien club hongrois de football fondé en 1900 et disparu en 1905, et basé à Budapest, la capitale du pays.

## Histoire
Le Budapesti SC réalise ses débuts en compétition officielles en participant au Championnat de Hongrie de 1901, où le club termine à la 5e place.

## Joueurs notables du club
- Viktor Balló-Fey
- Sándor Bienenstock
- József Koltai
- Károly Oláh